# Challenger de Pozoblanco 2022
El Open de Tenis Ciudad de Pozoblanco 2022 fue un torneo de tenis profesional disputado en canchas duras . Fue la edición número 16 del torneo que formó parte del ATP Challenger Tour 2022 . Tuvo lugar en Pozoblanco, España entre el 18 y el 24 de julio de 2022.

## Participantes del cuadro principal de individuales

### Cabezas de serie
| Cabeza de serie | País                | Jugador            | Ranking | Resultado en el torneo |
| --------------- | ------------------- | ------------------ | ------- | ---------------------- |
| 1               | Bandera de Portugal | Nuno Borges        | 115     | Primera ronda          |
| 2               | Bandera de Francia  | Constant Lestienne | 123     | CAMPEÓN                |
| 3               | Bandera de Francia  | Ugo Humbert        | 129     | Semifinales            |
| 4               | Bandera de Francia  | Hugo Grenier       | 135     | Segunda ronda          |
| 5               | Bandera de Canadá   | Vasek Pospisil     | 143     | Segunda ronda          |
| 6               | Bandera de Turquía  | Altuğ Çelikbilek   | 165     | Primera ronda          |
| 7               | Bandera de Francia  | Grégoire Barrère   | 196     | Final                  |
| 8               | Bandera de Francia  | Antoine Escoffier  | 197     | Cuartos de final       |

- Ranking del 11 de julio de 2022.[2]

### Otros participantes
Los siguientes jugadores recibieron invitaciones para jugar en el cuadro principal de individuales:
- Daniel Mérida
- Alejandro Moro Cañas
- Carlos Sánchez Jover

Los siguientes jugadores ingresaron al cuadro principal mediante la fase previa
- Dan Added
- Dali Blanch
- Omar Jasika
- Adrián Menéndez Maceiras
- Iñaki Montes de la Torre
- Federico Zeballos

## Campeones

### Individual
- Constant Lestienne ganó en la final a  Grégoire Barrère, 6–0, 7–6

### Dobles
- Dan Added /  Albano Olivetti derrotaron en la final a  Victor Vlad Cornea /  Luis David Martínez, 3–6, 6–1, [12–10]